# 117e division d'infanterie (Chine)
La 117e division d'infanterie de Chine est une division de l'Armée de terre chinoise créé en 1948. Elle participa à la guerre de Corée.